# Trichiolaus
Trichiolaus là một chi bướm ngày thuộc họ Lycaenidae.